# Saint-Jean-de-Matha
Pour les articles homonymes, voir Saint-Jean.
Saint-Jean-de-Matha est une municipalité du Québec (au Canada) située dans la MRC de la Matawinie dans Lanaudière.

## Toponymie
Elle est nommée en l'honneur de Jean de Matha (vers 1160-1213), fondateur, avec saint Félix de Valois, de l'Ordre de la Sainte Trinité (ou Trinitaires).

## Histoire

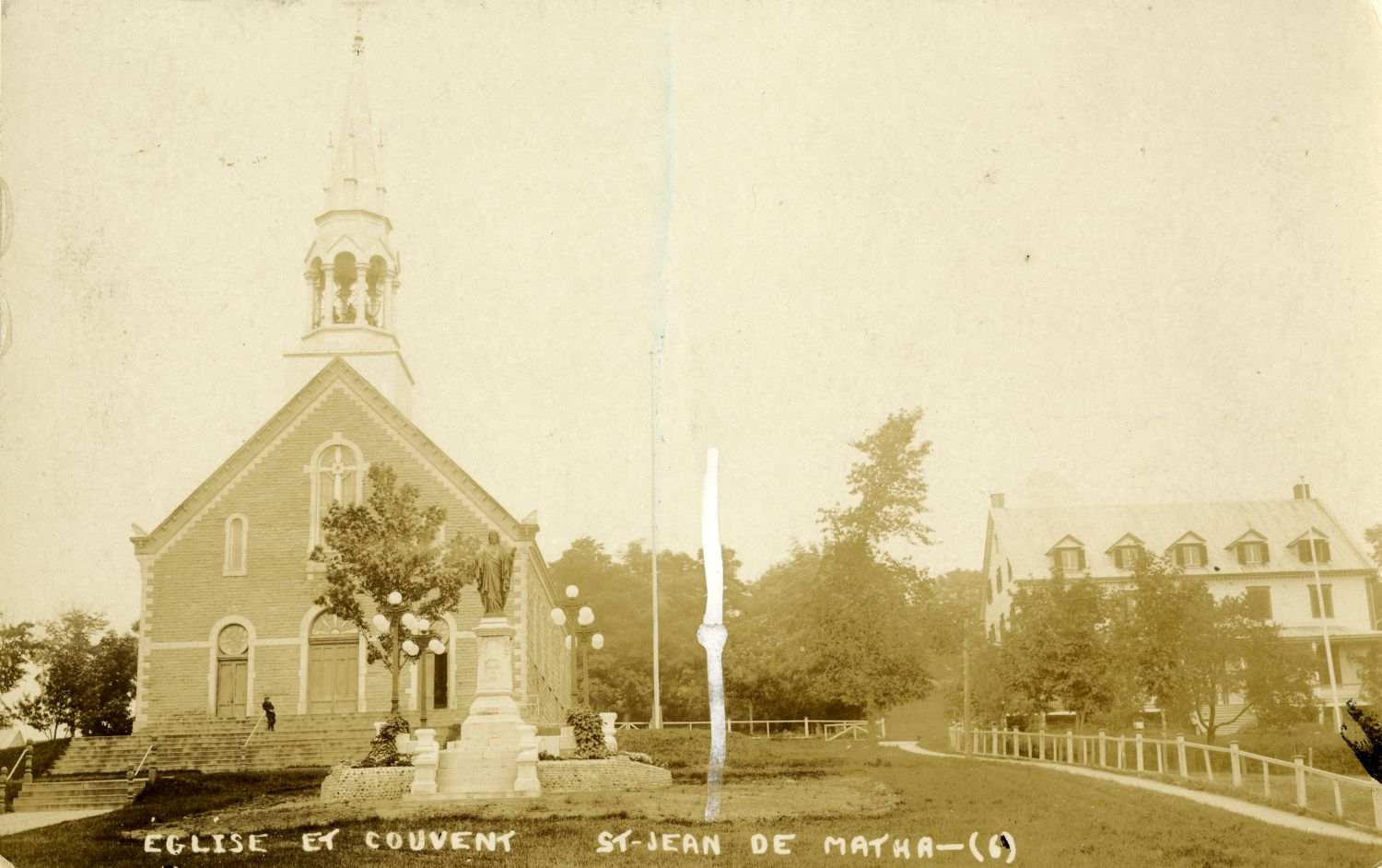
L'église et couvent vers 1910

La paroisse de Saint-Jean-de-Matha est créée d'un détachement de Saint-Félix-de-Valois en 1852 puis devient municipalité de paroisse en 1855.
Dès la création de la paroisse, des pourparlers ont lieu pour la construction d'une église. Six propriétaires du rang Sainte-Louise (Alexis Sylvestre, Louis Forget, Mathias Girard, François Charette, Régis Robitaille et Hardouin Coutu) offrent chacun une parcelle de leur terre pour constituer un terrain où une modeste église sera érigée en 1854. En 1858, un bureau de poste est établi dans la municipalité de paroisse.
Saint-Jean-de-Matha prend le statut de municipalité en 1993.

## Géographie
La rivière Noire conflue avec la rivière L'Assomption au nord du parc régional des Chutes-Monte-à-Peine-et-des-Dalles, au sud de la municipalité et la rivière Blanche conflue avec la rivière Noire à l'ouest. La Rivière Berthier prend sa source au lac Berthier situé à est de la municipalité.

## Démographie
| 1991  | 1996  | 2001  | 2006  | 2011  | 2016  | 2021  |
| ----- | ----- | ----- | ----- | ----- | ----- | ----- |
| 3 260 | 3 624 | 3 602 | 4 152 | 4 335 | 4 450 | 4 838 |

## Administration
Les élections municipales se font en bloc pour le maire et les six conseillers.
| Saint-Jean-de-Matha Maires depuis 2001                                                                               |                   |         |          |
| Élection | Maire             | Qualité | Résultat |
| 2001 | Normand Champagne |         | Voir     |
| 2005 | Normand Champagne | Voir    |          |
| 2009 | Normand Champagne | Voir    |          |
| 2013 | Normand Champagne | Voir    |          |
| 2017 | Martin Rondeau    |         | Voir     |
| 2021 | Sylvain Roberge   |         | Voir     |
| Élection partielle en italique Depuis 2005, les élections sont simultanées dans toutes les municipalités québécoises |                   |         |          |

## Personnalités
- Louis Cyr, célèbre homme fort canadien-français et considéré comme l'homme le plus fort de son époque, a vécu à Saint-Jean-de-Matha de 1882 jusqu'à sa mort en 1912. Il y est inhumé depuis 1913.
- Louis-Gilles Durand, ingénieur et professeur québécois, est né à Saint-Jean-de-Matha en 1949.
- Albert Chartier, dessinateur de bande dessinée, s'y installe en 1941 et y vit jusqu'à sa mort en 2004. Il est notamment l'auteur de la série Onésime, publiée durant 58 ans dans le Bulletin des agriculteurs, dont les personnages principaux vivent justement à Saint-Jean-de-Matha. En 2005 un pont est d'ailleurs nommé en son honneur[8].

## Attraits
- L'Abbaye Val Notre-Dame, une abbaye de l'Ordre cistercien de la stricte observance (abbaye trappiste) construite entre 2007 et 2009 afin de reloger les moines de l'abbaye d'Oka. Elle est située au pied de la Montagne-Coupée.
- La Maison Louis-Cyr, restaurée en 2014, qui relate la vie de ce personnage historique.
- Le Centre de villégiature et de congrès Lanaudière, complexe de loisirs qui regroupe les Super Glissades St-Jean-de-Matha et le Club de Golf St-Jean-de-Matha.
- Le parc régional des Chutes-Monte-à-Peine-et-des-Dalles, situé à cheval entre les municipalités de Sainte-Béatrix, de Saint-Jean-de-Matha et de Sainte-Mélanie.
- Ski Montagne Coupée offre des activités de plein air telles que le ski de fond et la raquette. L'Auberge de la Montagne Coupée propose des chambres, un restaurant gastronomique et diverses installations de loisirs[9].
- Le carnaval Matha-Tuque est un événement hivernal annuel organisé par les Chevaliers de Colomb de Saint-Jean-de-Matha. Il propose diverses activités pour célébrer la saison hivernale[10].
- Les Glissades Saint-Jean-de-Matha offrent 17 pistes de glissade sur tube et 9 pistes de rafting, avec des vitesses allant jusqu'à 100 km/h. Le site propose également des activités familiales comme un parc gonflable, du ski de fond, de la raquette, et une patinoire[11].
- Le Golf Matha est un parcours de 18 trous, par 72, s'étendant sur 6 504 verges. Le site propose des forfaits incluant le golf, l'hébergement et les repas[12].
- La réserve Naturelle Beauréal propose plus de 10 km de sentiers pédestres à explorer, offrant une variété de paysages naturels comme des lacs, des ruisseaux et des zones boisées. Elle est ouverte toute l'année et permet de pratiquer des activités telles que la randonnée, la raquette et l'aventure en plein air[13].

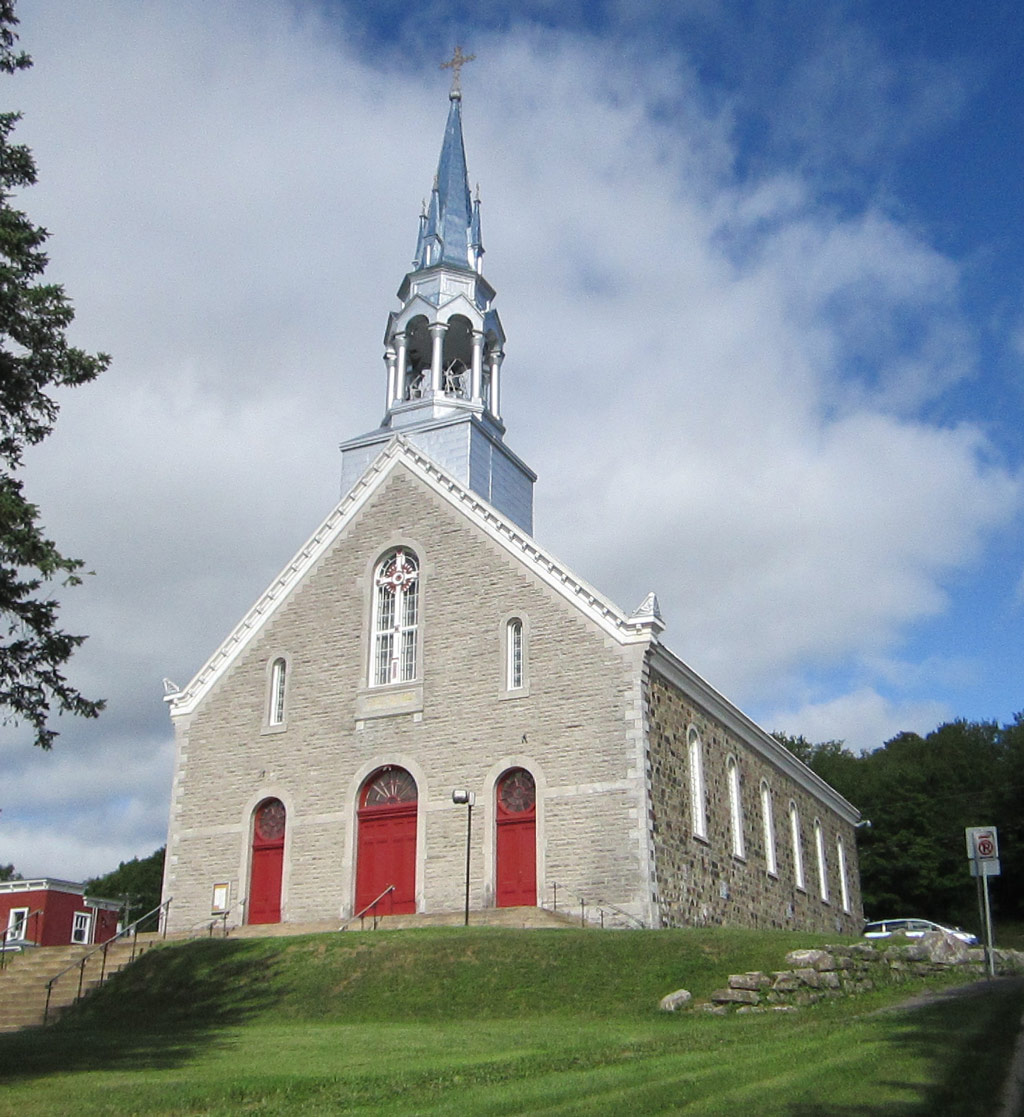
L'église de Saint-Jean-de-Matha.
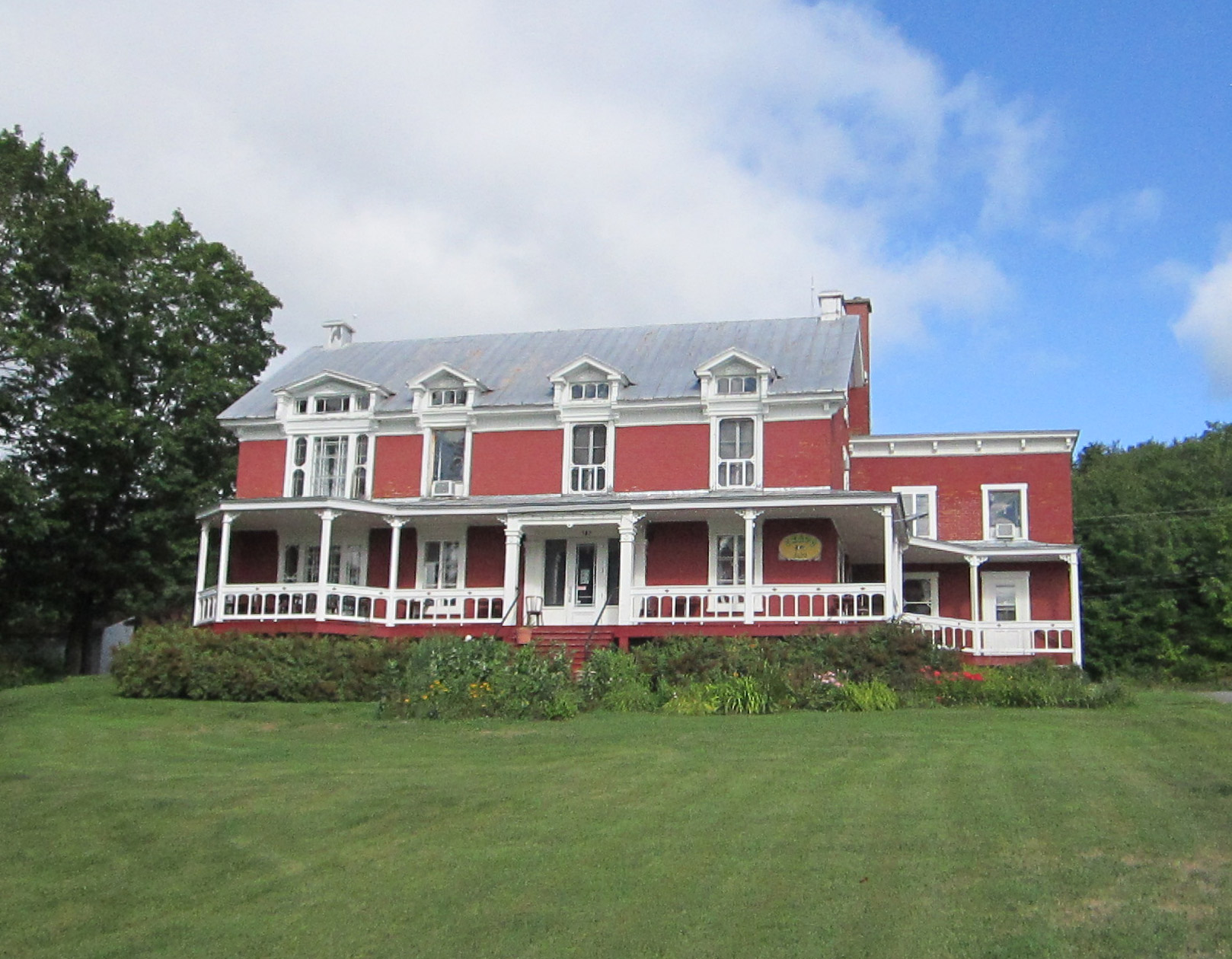
L'ancien presbytère de Saint-Jean-de-Matha.
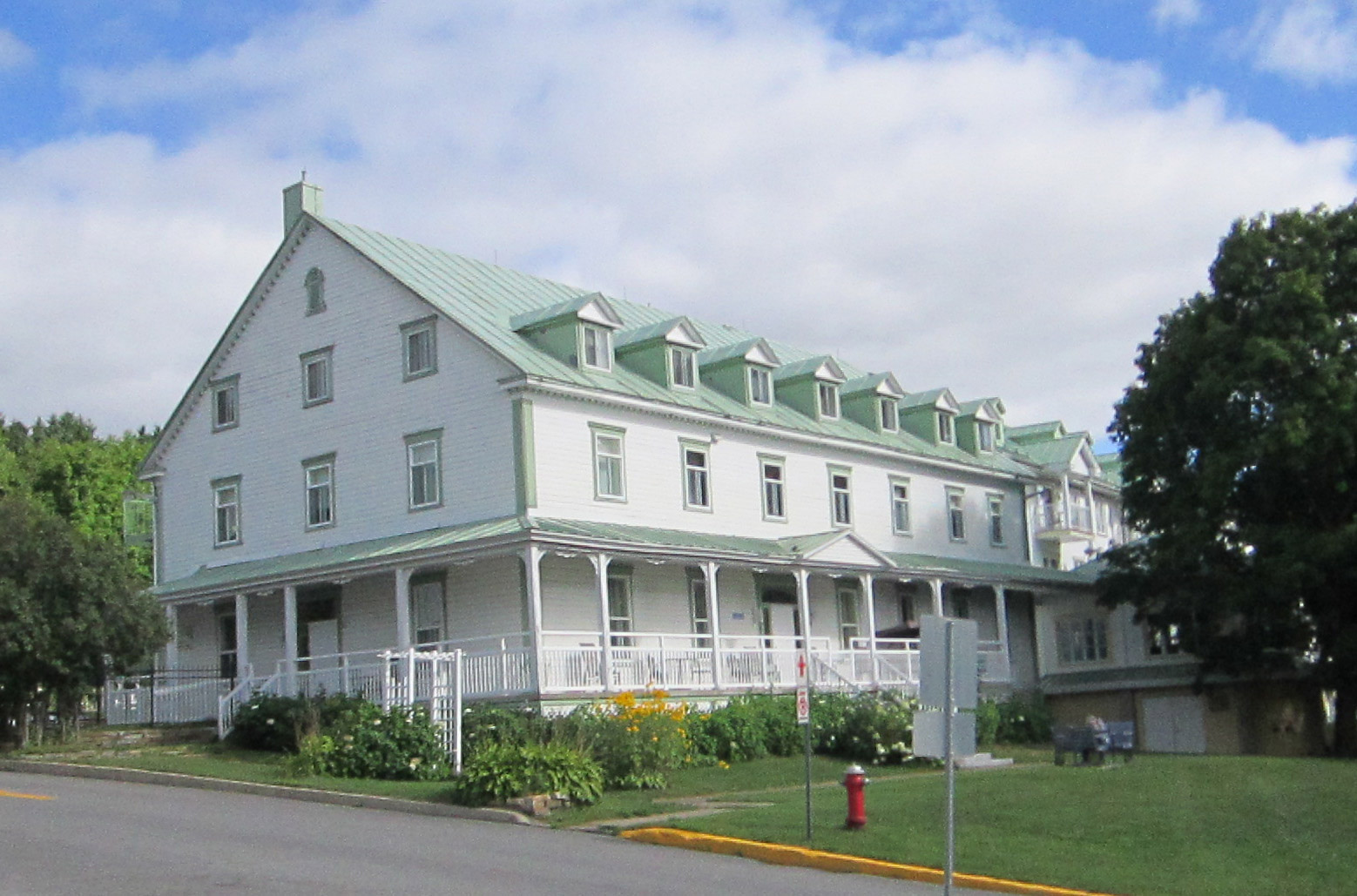
L'ancien couvent de Saint-Jean-de-Matha.
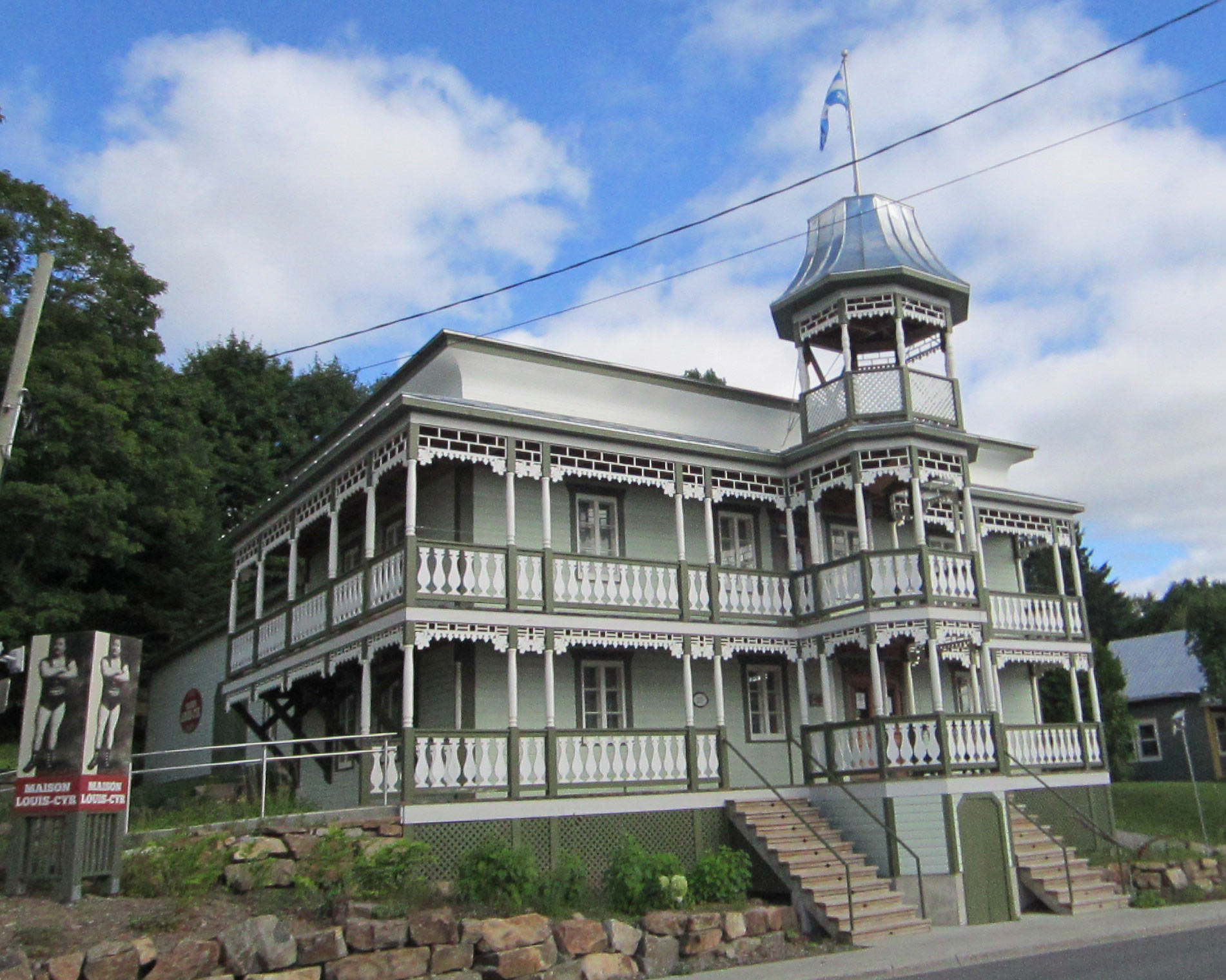
Maison Louis-Cyr.
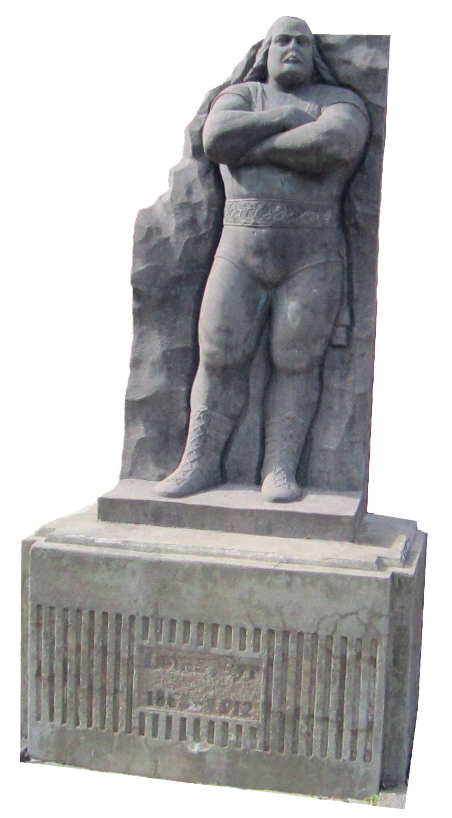
La Statue commémorative de Louis Cyr.

## Éducation
La Commission scolaire des Samares administre les écoles francophones:
- École Bernèche[14]

La Commission scolaire Sir Wilfrid Laurier administre les écoles anglophones:
- École primaire Joliette à Saint-Charles-Borromée[15]
- École secondaire Joliette à Joliette[16]